# Công chúa teen và ngũ hổ tướng
Công chúa teen và ngũ hổ tướng là một bộ phim hài Việt Nam của đạo diễn Lê Lộc, được công chiếu vào dịp Tết Nguyên Đán năm 2010. Sau thành công về mặt thương mại của Huyền thoại bất tử trong dịp Tết 2009, lần này Hãng phim Phước Sang đã trở lại làm phim với thể loại hài - tâm lý, thể loại mà hãng từng thành công với những bộ phim như: Đẻ Mướn, Khi đàn ông có bầu, Võ lâm truyền kỳ... bằng bộ phim Công chúa teen và ngũ hổ tướng với dàn ca sĩ nổi tiếng như: Bảo Thy, Yến Trang, Khổng Tú Quỳnh, Ưng Hoàng Phúc, Chí Thiện, Đông Nhi, Noo Phước Thịnh, Ngô Kiến Huy,... cùng với dàn diễn viên hài nổi tiếng như: Hoài Linh, Chí Tài, Tấn Beo, Hiếu Hiền, Mạnh Tràng,... đủ nói lên sức hút của bộ phim này.

## Nội dung
Britney Bích là một nữ ca sĩ tuổi teen rất nổi tiếng, cô có phong cách biểu diễn giống ngôi sao ca nhạc Mỹ Britney Spears nên được đông đảo giới trẻ hâm mộ. Bên cạnh đó cũng có những khán giả quá khích, vì si mê nên có nhiều hành vi rình rập tiếp cận cô. Đồng thời lại có các fan của ca sĩ khác muốn quấy rối Bích để cô sút kém hơn thần tượng của họ. Do vậy, dù đứng trên đỉnh vinh quang nhưng tinh thần của Bích luôn căng thẳng.
Để bảo vệ an toàn cho Bích và giải tỏa sức ép tinh thần của cô, người quản lý tên Hoa quyết định thuê vệ sĩ để "lập hàng rào" không cho ai xâm phạm thân thể của nữ ca sĩ. Tuy được "công chúa teen" thuê nhưng dần dần các công ty vệ sĩ đều ngán ngẩm bỏ cuộc, vì tính khí quá đỏng đảnh của cô nàng khiến không một nhân viên bảo vệ nào chịu nổi, thậm chí có người sau thời gian bảo vệ Bích đã phát điên.
Cuối cùng chỉ có công ty vệ sĩ Phong Ba dám nhận hợp đồng. Song, chỉ ít ngày sau, các vệ sĩ đều làm đơn xin nghỉ việc vì quá oải. Nếu đơn phương hủy hợp đồng thì phải bồi thường, mà vốn của công ty Phong Ba này thuộc loại nghèo nên ông giám đốc quyết định "chữa cháy" bằng cách tuyển dụng năm người đàn ông ngoài đường (không phải vệ sĩ) là Kim, Mộc, Thủy, Hỏa, Thổ vào công ty. Ông giám đốc đào tạo năm người này thành vệ sĩ chuyên nghiệp để họ đi bảo vệ Bích.
Huấn luyện trở thành vệ sĩ Phong Ba
- Phần 1: Chạy bộ (Chí Tài mệt mỏi do chạy quá lâu)
- Phần 2: Bơi bùn đất (Phước Sang bị bùn đất văng trúng người)
- Phần 3: Lặn nước (Hiếu Hiền và Phước Sang đều bị chết đuối)
- Phần 4: Đu cáp treo (Tấn Beo bị cá sấu cắn chết)

Chỉ sau vài ngày được huấn luyện thì nhóm Ngũ hổ tướng lập tức đi làm nhiệm vụ. Sau đó, đã có những tình huống dở khóc dở cười xảy ra từ chuyện Bích từ chối diễn nơi mình bắt đầu sự nghiệp vì dơ dáy hay những anh vệ sĩ thay vũ công để múa minh họa cho cô đã khiến cô dần dần mất lợi thế trong cuộc bình chọn Đệ nhất Diva mà cô tạm thời dẫn đầu và vô tình để đối thủ Janet Thu chiếm lấy vị trí đầu của cô. Sau khi thấy các vệ sĩ múa minh họa thay vũ công, Bích vô cùng bực tức nên quyết định đuổi việc năm vệ sĩ. Nhưng năm vệ sĩ đã lập ra kế hoạch bắt cóc cô, đưa cô đến một nơi nghèo nàn rồi dạy cho cô một bài học về đạo đức, kể từ đó Bích nhận ra mình sai và bỏ hẳn tính đỏng đảnh.
Một ngày nọ, ca sĩ Janet Thu quen được gã Lãng Tử Phiêu Bồng trên mạng Yahoo, gã này giả vờ là người lăng xê ca sĩ trẻ rồi bắt cóc Thu để đòi tiền chuộc. Bích đi tìm nhóm Ngũ hổ tướng để nói lời xin lỗi, sau đó họ lên kế hoạch giải cứu Thu. Nhóm Ngũ hổ tướng tìm ra sào huyệt của Lãng Tử Phiêu Bồng rồi đánh gục hết bọn thuộc hạ, giải cứu Thu thành công. Đến lượt Bích bị Lãng Tử bắt đi, nhóm Ngũ hổ tướng liền lấy xe hơi đuổi theo. Cuối cùng Bích cũng được cứu, Lãng Tử bị công an bắt. Bộ phim kết thúc, Bích và Thu làm hòa với nhau, tất cả nhân vật trong phim cùng nhau hát ca khúc "Để gió cuốn đi" của nhạc sĩ Trịnh Công Sơn.

## Diễn viên
- Bảo Thy vai ca sĩ Britney Bích
- Yến Trang vai ca sĩ Janet Thu
- NSƯT Hoài Linh vai Kim
- Tấn Beo vai Mộc
- Chí Tài vai Thủy (†)
- NSƯT Mạnh Tràng vai Hỏa (†)
- Hiếu Hiền vai Thổ
- Khổng Tú Quỳnh vai Dâu Teen
- Kim Thư vai Hoa, quản lý của Britney Bích
- Hoàng Sơn vai Đại nổ, quản lý của Janet Thu
- Chí Thiện vai Tâm
- Ưng Hoàng Phúc vai Lãng Tử Phiêu Bồng
- Đông Nhi vai Nhi, bạn gái cũ của Mộc
- Noo Phước Thịnh vai Bạn trai mới của Nhi
- Ngô Kiến Huy vai Vũ công
- Phước Sang vai Giám đốc công ty vệ sĩ Phong Ba
- Trấn Thành vai MC Trấn Thành
- NSND Việt Anh vai Cha của Britney Bích
- NSƯT Tuyết Thu vai Mẹ của Britney Bích
- NSƯT Bảo Quốc vai Ông Bảy
- Khánh Nam vai Người đi taxi (†)
- Cát Phượng vai Người đi taxi
- Mai Thanh Dung vai Ngũ Long Công Chúa
- Tuyền Mập vai Khách sửa ống nước
- Duy Phương vai Ông bán hủ tiếu
- Bé Hòa Bình vai Em trai của Hỏa
- Phương Bình vai Người đi đường
- Phi Phụng vai Người đi đường
- Phương Trinh Jolie vai Cô gái váy đỏ
- Kelly Nguyễn vai Người tình của cha Bích
- Vương Khang vai Jackie Hoop
- Tam Thanh vai Đệ tử
- Tấn Bo vai Người bán báo
- Tấn Hoàng vai Người say rượu
- NSƯT Kim Ngọc vai Bà cụ (†)
- Thành Nam vai Giám đốc 1
- Hữu Thạch vai Giám đốc 2
- Thành Chiến vai Giám đốc 3
- Bảo Trí vai Bầu sô
- Lê Kim Long vai Bé bán kẹo kéo
- Kiều Lan vai Thím Tư
- Hứa Minh Đạt vai Khán giả
- Đại Ngọc Trâm vai Khán giả
- Huỳnh Mến vai Nữ vũ công
- Minh Dũng vai Anh chàng đồng tính
- Trần Thanh Hoa vai Nữ tay sai của Lãng Tử Phiêu Bồng (†)

## Ca khúc trong phim
- Baby one more time (Max Martin) - Bảo Thy
- Lật lại ký ức (Bảo Thy) - Bảo Thy
- Ánh mắt ấm áp (Bảo Thy) - Bảo Thy
- Ngốc nghếch (Nguyễn Hải Phong) - Bảo Thy
- Có khi nào không anh (Nguyễn Hoàng Duy) - Yến Trang
- Kẹo kéo Beo (Tấn Beo) - Tấn Beo
- Chim trắng mồ côi (Minh Vy) - Hoài Linh & Khổng Tú Quỳnh
- Để gió cuốn đi (Trịnh Công Sơn) - Tất cả ca sĩ, nghệ sĩ hài

## Cuộc thi thiết kế poster
Trước khi phim ra mắt, để thu hút người xem, Hãng phim Phước Sang đã tạo ra chương trình thiết kế poster phim. Cuộc thi diễn ra từ ngày 11/12/2009 đến ngày 30/12/2009 với 1.263 poster tham gia tranh giải. Giải nhất trị giá 10 triệu đồng trao cho chuyên viên thiết kế Nguyễn Hữu Hội (25 tuổi). Ban tổ chức cũng trao một giải nhì và 10 giải khuyến khích.